# Білкун Микола Васильович
Мико́ла Васи́льович Білку́н (21 грудня 1928, село Привороття, нині Подільське Кам'янець-Подільського району Хмельницької області — 17 червня 1995, Київ)  — український прозаїк, письменник-фантаст. Член Спілки письменників України від 1959 року. Публікації Миколи Васильовича є відверто антиукраїнськими. 

## Біографія
Микола Васильович Білкун народився 21 грудня 1928 року в селі Привороття Староушицького району (нині село Подільське Кам'янець-Подільського району) в сім'ї вчителя. Правда, при народженні йому дали ім'я Комунар. Закінчив у селі Привороття початкову школу. Під час війни (до 1944 року) жив у селі Чердакли на Заволжі (нині селище міського типу, центр Чердаклинського району Ульяновської області Росії). Там навчався в школі й одночасно працював на торфорозробках. Батько Василь Євтихійович під час війни був замполітом 171-го винищувального авіаційного полку . Загинув 1943 року.
1944 року Микола, якому ще не виповнилося 16 років, добровільно пішов до Радянської армії. Від серпня 1944 року — солдат-зброяр 420-го авіаполку III Білоруського фронту. Далі навчався у Київському військовому училищі самохідної артилерії. Після важкого поранення втратив ногу. Ще у шпиталі почав писати.
1950 року закінчив Вінницьку фельдшерську школу. Працював дільничним фельдшером на Поділлі — в селі Іванівці Барського району Вінницької області. Далі закінчив Вінницький медичний інститут (навчався у 1951—1957 роках).
Фейлетоніст (від 1957 року), заступник відповідального редактора журналу «Перець», заступник головного редактора видавництва «Радянський письменник».
Друкувався від 1952 року. Першу гумореску «Дорогі гості» опубліковано в «Перці». Перша повість «Валерій Коваленко» (газета «Молодь України», 1955), друга — «Однієї весни» (журнал «Дніпро», 1957).
Перші книжки — збірки гуморесок «Старий друг» (у «Бібліотеці „Перця“») та збірка нарисів «Золоті руки» (обидві — 1955).
20 червня 1992 року відвідав рідне село .
В журналі "Перець №23 за 1978р розміщено дружній шарж А.Арутюнянца , присвячений 50-річчю митця.

### Родина
- Брат Володимир Васильович Білкун (народився 1938 року, помер в липні 2016 року).
- Дружина Сіма Соломонівна Бланк (1929—2003).
- Син Сергій Миколайович Білкун (народився 1949 року).
- Син Олександр Миколайович Білкун (народився 1962 року).

## Твори

### Окремі видання
- Сузір'я блакитного верблюда: Фантастичні гуморески — К.: Веселка, 1965.
- Декамерон Самуїла Окса. — К.: Радянський письменник, 1966.
- Годованці Сонця: Повість — К.: Веселка, 1968.
- Багато, багато, багато золота: Фантастико-пригодницька повість-памфлет. — К.: Молодь, 1975.
- Не та натура: Гумор і сатира — К.: Дніпро, 1976.
- Історії з історії. — К.: Радянський письменник, 1987.

### Публікації в періодиці та збірках
- Машина «Чого бажаєте?»: Оповідання // Знання та праця, 1961, № 5 — с.
- Спаніель містера Дарлінга: Оповідання [Архівовано 2 вересня 2009 у Wayback Machine.] // Наука і суспільство, 1967, № 5 — с.
- Вічна молекула: Оповідання // Знання та праця, 1967, № 7 — с.
- Бензиновий вітамін: Оповідання // Знання та праця, 1968, № 8 — с.
- Дактилоскопічна балада: Оповідання // Знання та праця, 1971, № 8 — с.
- Срібляста рибка для тестя: Оповідання // Знання та праця, 1978, № 9 — с.
- Найперший прокатний пункт: Оповідання // Наука — Фантастика, 1991, № 10 — с.20-21